# تناقض فرانسوی

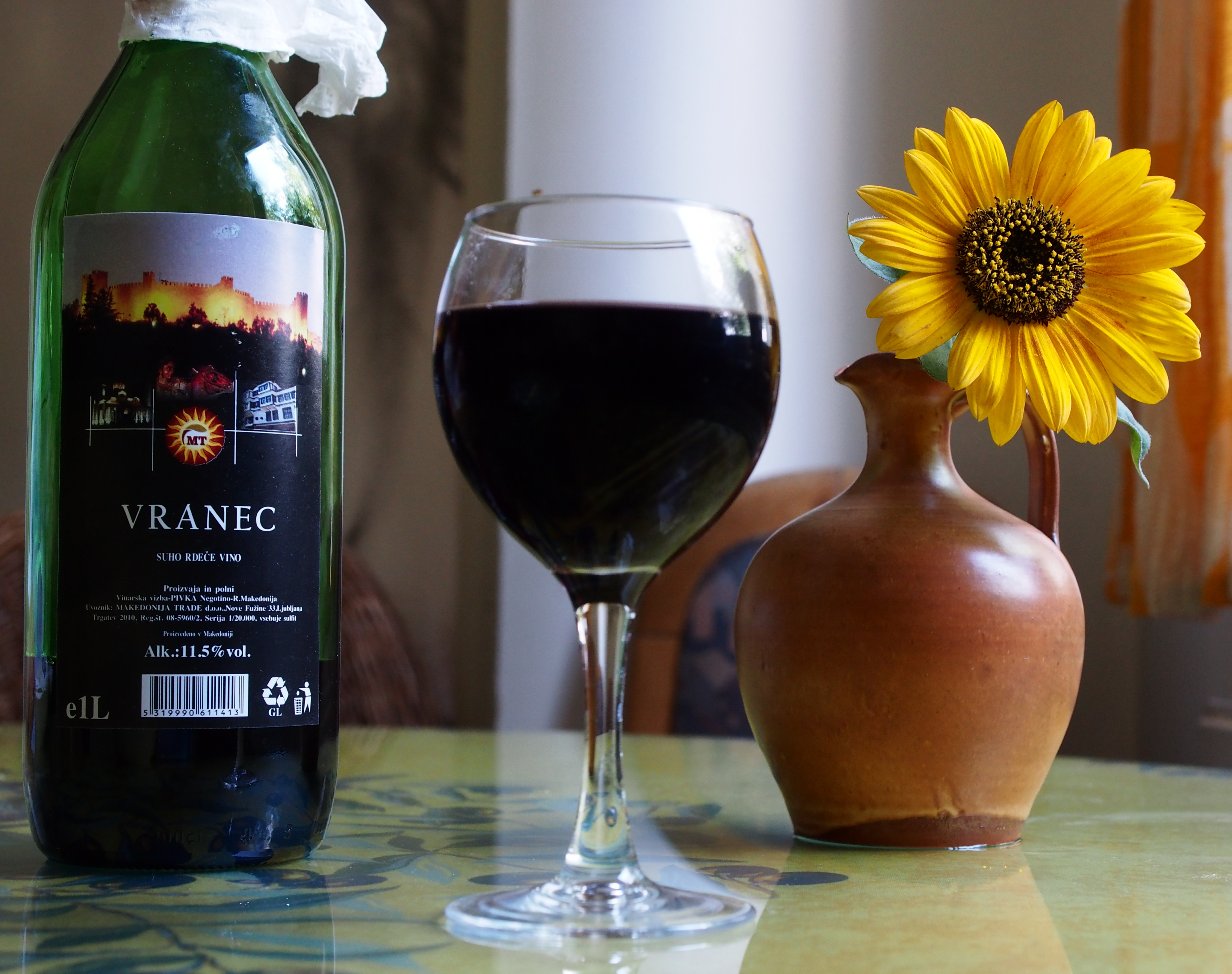
شراب قرمز که به عنوان یکی از عوامل احتمالی ناسازی فرانسوی شناخته می‌شود.

ناسازی فرانسوی یا تناقض فرانسوی (به انگلیسی: French paradox) اشاره به عدم تطابق الگوی همه‌گیری برخی بیماری‌ها در فرانسه با بقیه کشورها دارد. این تفاوت قابل توجه در نرخ ابتلا و مرگ‌ومیر ناشی از بیماری شریان‌های کرونری در مقایسه با کشورهای همسایه و نزدیک فرانسه بیشتر از سایر موارد رخ می‌نمایاند.

## بررسی‌ها
بررسی‌های اولیه نشان داد که علی‌رغم استفاده مشابه مردم فرانسه و بریتانیا از چربی‌های حیوانی که مهمترین عامل بیماری‌های تصلب شرایین، آرترواسکروز و شریانهای کرونری است، به نحو قابل توجهی و به میزان ۶۰ درصد تعداد مبتلایان به این بیماری‌ها در فرانسه کمتر بودند. این مقدار یعنی به ازای هر ۱۰۰۰۰۰ مرگ در فرانسه ۱۹۹ نفر و در بریتانیا ۴۹۰ نفر بر اثر بیماری شریان‌های کرونری در سال جان خود را از دست می‌دهند.
برخی از بررسی‌ها نشانه‌هایی را نمایان ساخت که تفاوت‌هایی در عادت‌های غذایی مردم فرانسه با برخی از کشورها را احتمالی بر دلیل این ناسازی می‌دانست. در این بررسی‌ها مصرف شراب قرمز در فرانسه با سایر کشورها مقایسه گردید و مشخص شد که ابتلاء به این بیماری با میزان مصرف گوشت قرمز و چربی‌های حیوانی نسبت مستقیم و با مصرف شراب قرمز نسبت عکس دارد.